# سيلفيا ريتشاردز
سيلفيا ريتشاردز (بالإنجليزية: Silvia Richards)‏ هي كاتبة سيناريو أمريكية، ولدت في 1916، وتوفيت في 1999.

## وصلات خارجية
- سيلفيا ريتشاردز على موقع IMDb (الإنجليزية)
- سيلفيا ريتشاردز على موقع ألو سيني (الفرنسية)
- سيلفيا ريتشاردز على موقع أول موفي (الإنجليزية)
- سيلفيا ريتشاردز على موقع قاعدة بيانات الأفلام السويدية (السويدية)
- سيلفيا ريتشاردز على موقع قاعدة بيانات الفيلم (الإنجليزية)
- سيلفيا ريتشاردز على موقع كينوبويسك (الروسية)